# Liste der Baudenkmäler in Störnstein
Auf dieser Seite sind die Baudenkmäler in der Oberpfälzer Gemeinde Störnstein zusammengestellt. Diese Tabelle ist eine Teilliste der Liste der Baudenkmäler in Bayern. Grundlage ist die Bayerische Denkmalliste, die auf Basis des Bayerischen Denkmalschutzgesetzes vom 1. Oktober 1973 erstmals erstellt wurde und seither durch das Bayerische Landesamt für Denkmalpflege geführt wird. Die folgenden Angaben ersetzen nicht die rechtsverbindliche Auskunft der Denkmalschutzbehörde.

## Baudenkmäler nach Gemeindeteilen

### Störnstein
| Lage                                                | Objekt                                                                | Beschreibung | Akten-Nr.     | Bild                                                                  |
| --------------------------------------------------- | --------------------------------------------------------------------- | --- | ------------- | --------------------------------------------------------------------- |
| Floßer Straße 31 (Standort)                         | Ehemaliger Bahnhof der Lokalbahn Neustadt–Vohenstrauß–Waidhaus–Eslarn | Gebäude aus Polygonalmauerwerk mit Eckquaderungen Empfangsgebäude, eingeschossiger traufständiger Schopfwalmdachbau mit Kniestock, 1886 Waschhaus, kleiner eingeschossiger Schopfwalmdachbau mit Kniestock, Ziegelgesims, gleichzeitig | D-3-74-158-26 | Ehemaliger Bahnhof der Lokalbahn Neustadt–Vohenstrauß–Waidhaus–Eslarn |
| Bergweg 2 (Standort)                                | Gemeindebackofen                                                      | Mit Stichbogenöffnung und Backsteingiebeln, 18./19. Jahrhundert | D-3-74-158-5  | weitere Bilder                                                        |
| Im Dorf 4 (Standort)                                | Katholische Expositurkirche St. Salvator                              | Saalkirche mit Steildach und eingezogenem Rechteckchor mit Walmdach, Chorflankenturm mit Spitzhelm, Bruchstein, 1934; mit Ausstattung                                                                                                  | D-3-74-158-1  | weitere Bilder                                                        |
| Irllohe (Standort)                                  | Kruzifix                                                              | Gusseisenkruzifix auf bildstockartigem Granitsockel, um 1880 | D-3-74-158-9  | BW                                                                    |
| Neustädter Straße 6a (Standort)                     | Heilig-Grab-Kapelle                                                   | Quadermauer, Giebel mit Holztriptychon und Kreuzbekrönung, 18./19. Jahrhundert; mit Ausstattung | D-3-74-158-2  | BW                                                                    |
| Neustädter Straße; Weidenweg (Standort)             | Kapellenbildstock                                                     | Mit korbbogiger Bildnische, Granit, darauf Gusseisen-Kruzifix, bezeichnet mit „1867“ | D-3-74-158-8  | BW                                                                    |
| Herzerlohe; Püchersreuther Straße (Standort)        | Steinkreuz                                                            | Wohl Sühnekreuz, Granit, wohl spätmittelalterlich | D-3-74-158-7  | BW                                                                    |
| Püchersreuther Straße (Standort)                    | Steinkreuz                                                            | Wohl Sühnekreuz, mit eingeritzter Pflugschar, Granit, wohl spätmittelalterlich | D-3-74-158-6  | BW                                                                    |
| Im Dorf 12, im ehemaligen Pfarrhofgarten (Standort) | Tiefbrunnen                                                           | Wohl nachmittelalterlich, unterster Teil aus Fels geschlagen, darüber Granitquaderschacht | D-3-74-158-10 | Tiefbrunnen                                                           |

### Ernsthof
| Lage                                     | Objekt          | Beschreibung | Akten-Nr.     | Bild           |
| ---------------------------------------- | --------------- | --- | ------------- | -------------- |
| In Ernsthof (Standort)                   | Bildstockschaft | Granitpfeiler mit abgefasten Kanten, wohl 18. Jahrhundert                                                        | D-3-74-158-12 | BW             |
| Auf der Höhe; In Ernsthof (Standort)     | Bildstock       | Granitpfeiler mit ausgekehlten Kanten, darauf Laterne mit rundbogigen Bildfeldern, bezeichnet mit „1731“         | D-3-74-158-13 | BW             |
| Im G'fries; Von B15 nach Wurz (Standort) | Bildstock       | Toskanische Säule mit Basis und Kapitell, Laterne mit Gesimsen und Kugelbekrönung, Granit, bezeichnet mit „1697“ | D-3-74-158-11 | weitere Bilder |

### Mohrenstein
| Lage                               | Objekt                                        | Beschreibung                                                                | Akten-Nr.     | Bild           |
| ---------------------------------- | --------------------------------------------- | --------------------------------------------------------------------------- | ------------- | -------------- |
| Arnstein; Mohrenstein 1 (Standort) | Ehemaliger Burgstall, sogenannter Mohrenstein | Mauerreste aus Bruchstein über rechteckigem Grundriss, wohl mittelalterlich | D-3-74-158-14 | weitere Bilder |

### Oberndorf
| Lage                                 | Objekt      | Beschreibung | Akten-Nr.     | Bild |
| ------------------------------------ | ----------- | --- | ------------- | ---- |
| Marteräcker (Standort)               | Bildstock   | Profilierter Pfeiler mit Basis und Kapitell, darauf plastisch gestaltete Bildtafel mit Kugelaufsatz, Granit, Postament bezeichnet mit „1705“ | D-3-74-158-16 | BW   |
| In Oberndorf; Oberndorf 9 (Standort) | Gedenkkreuz | Gusseisenkruzifix auf bildstockartigem Granitsockel, bezeichnet mit „1892“                                                                   | D-3-74-158-17 | BW   |
| Marteräcker; St 2172 (Standort)      | Bildstock   | Pfeiler mit abgefasten Ecken, Laterne mit Kreuzdach und halbrunden Bildnischen, Granit, bezeichnet mit „1702“                                | D-3-74-158-15 | BW   |

### Rastenhof
| Lage                                                                               | Objekt               | Beschreibung | Akten-Nr.     | Bild           |
| ---------------------------------------------------------------------------------- | -------------------- | --- | ------------- | -------------- |
| In der Trad (Standort)                                                             | Kapellenbildstock    | Ädikulaform mit halbrunder Bildnische, auf Bruchsteinsockel, wohl 19. Jahrhundert                                     | D-3-74-158-18 | BW             |
| Rastenberg; Rastenhofer Straße, an der alten „Salzstraße“ (Standort)               | Bildstock            | Granitpfeiler mit abgefasten Ecken, rechteckige Laterne mit halbrunden Bildnischen, wohl erste Hälfte 18. Jahrhundert | D-3-74-158-22 | BW             |
| Rastenberg; Rastenhofer Straße, an der alten „Salzstraße“ nach Neustadt (Standort) | Heiligenfigur        | Heiliger Quirinus in Ritterrüstung, auf Polygonalsäule mit korinthischem Kapitell, Granit, wohl 1733                  | D-3-74-158-20 | BW             |
| Rastenhofer Straße, an der alten „Salzstraße“ (Standort)                           | Gedenkstein, Marterl | Granitpfeiler mit Laterne und Postament, rückwärtig Inschrift, neugotisch, nach 1854                                  | D-3-74-158-21 | BW             |
| Von Lanz nach Störnstein; Wirrenlohe (Standort)                                    | Bildstock            | Granitpfeiler mit ausgekehlten Ecken, Laterne mit Kreuzdach und halbrunden Bildnischen, bezeichnet mit „1719“         | D-3-74-158-19 | weitere Bilder |

### Reiserdorf
| Lage                                                     | Objekt              | Beschreibung                                      | Akten-Nr.     | Bild |
| -------------------------------------------------------- | ------------------- | ------------------------------------------------- | ------------- | ---- |
| Reiserdorf 38, an der alten „Goldenen Straße“ (Standort) | Dorfbenennungsstein | Rechteckiger Granitpfeiler mit oberer Abschrägung | D-3-74-158-23 | BW   |

### Wöllershof
| Lage                    | Objekt                        | Beschreibung | Akten-Nr.     | Bild |
| ----------------------- | ----------------------------- | --- | ------------- | ---- |
| Wöllershof 1 (Standort) | Bezirkskrankenhaus Wöllershof | Bezirkskrankenhaus, Fachklinik für Psychiatrie, ehemalige Heil- und Pflegeanstalt, errichtet 1906–1911 als Pavillonanlage in reduzierten neubarocken Formen mit Bruchsteinsockeln, 1938–43 Reichsfinanzschule mit baulichen Erweiterungen; Hauptgebäude (Gebäude Nr. 4), ein- und zweigeschossige Gebäudegruppe mit Mansard(walm-)dächern über unregelmäßigem Grundriss, einen Hof bildend, Südflügel mit zentralem Kuppelpavillon Pavillonanlage in Parkanlage, bestehend aus acht Pavillons (Gebäude Nr. 5, 6, 7, 8, 9, 11, 12, 13), südlichen Reihe (Nr. 5–9) als rhythmische Gruppe in der Abfolge a-b-c-b-a, nördliche Reihe (Nr. 11–13) mit alternierender Gestaltung Kapelle, Pyramidendachbau über quadratischem Grundriss, Natursteinmauerwerk mit Oberlicht, Pultdachflügel nach Westen mit Glockenturm, 1964 Kraftwerks- und Küchengebäude, Zweiflügelbau in reduzierten Bauformen, östlich an das Hauptgebäude anschließend, wohl 1938 Verwaltungsgebäude (Gebäude Nr. 3), eingeschossiger Mansardwalmdachbau mit Schweifgiebel Zentrallager (Gebäude Nr. 16), zweigeschossiger Walmdachbau, wohl 1938 Saalbau, zweigeschossiger Walmdachbau mit Schlitzfenstern und Lisenengliederung, 1938 Torpavillon, eingeschossiger Mansardwalmdachbau; Wohnhaus, eingeschossiger Mansarddachbau | D-3-74-158-25 | BW   |
| Wöllershof 4 (Standort) | Gutshof                       | Ehemaliges Gutshaus, zweigeschossiger Mansardhalbwalmdachbau mit Putzgliederungen und profilierten Fensterrahmungen, Portal bezeichnet mit „1791“ Taubenhaus, kleiner Holzbau auf Holzpfosten, 19. Jahrhundert Scheune und Lagergebäude, zweigeschossiger Satteldachbau über gewinkeltem Grundriss, mit Bruchsteinsockel, erste Hälfte 19. Jahrhundert Remise, eingeschossiger Satteldachbau mit Pfeilerarkade nach Süden, Bruchstein, erste Hälfte 19. Jahrhundert Hofmauer, erhaltener Teil nach Osten aus Bruchsteinmauerwerk, zum Teil mit Strebepfeilern, 18./Anfang 19. Jahrhundert Kapelle, Walmdachbau über rechteckigem Grundriss, 18./Anfang 19. Jahrhundert | D-3-74-158-24 | BW   |

## Ehemalige Baudenkmäler
In diesem Abschnitt sind Objekte aufgeführt, die früher einmal in der Denkmalliste eingetragen waren, jetzt aber nicht mehr. Objekte, die in anderem Zusammenhang also z. B. als Teil eines Baudenkmals weiter eingetragen sind, sollen hier nicht aufgeführt werden. Aktennummern in diesem Abschnitt sind ehemalige, jetzt nicht mehr gültige Aktennummern.

| Lage                                     | Objekt | Beschreibung                                                                             | Akten-Nr.    | Bild |
| ---------------------------------------- | ------ | ---------------------------------------------------------------------------------------- | ------------ | ---- |
| Störnstein Bei Haus Nummer 27 (Standort) | Floß   | Wohl 18. Jahrhundert                                                                     | D-3-74-158-4 | BW   |
| Störnstein Im Dorf 24 (Standort)         | Stadel | Im Kern wohl 16./17. Jahrhundert, Brockenmauerwerk mit Hausteingewänden und Halbwalmdach | D-3-74-158-3 | BW   |